# 간주남 간주녀
《간주남 간주녀》(サビ男サビ女 사비오토코 사비온나[*])는 2011년 1월 15일에 개봉된 일본의 옴니버스 영화이다.

## 출연진

#### 하게마시 걸즈
캐치프레이즈는 ‘무엇이든 격려하는 여자.’
- 치하루: 사쿠라바 나나미
- 사나에: 가와무라 에미코 (탄포포)
- 마미코: 시라토리 구미코 (탄포포)
- 미츠루: 나카무라 도모야
- 호시무라: 무라스기 세미노스케
- 마스터: 아라카와 요시요시

#### Boy? meets girl
캐치프레이즈는 ‘사랑을 위해 여자가 되려는 남자.’
- 무라츠바키 고노스케: 나카무라 아오이
- 시로야마 가오리: 렌부쓰 미사코
- 가토: 구사노 이니

#### 불평하지 마
캐치프레이즈는 ‘철저히 불평하는 여자.’
- 구스하라 마유코: 도모치카
- 가사이 히데키: 후쿠다 덴큐

#### 양복 저택
캐치프레이즈는 ‘불쌍한 걸 가만히 둘수 없는 여자.’
- 오카다 마유미: 고이즈미 교코
- 히라타 : 모리시타 요시유키
- 기도: 호리베 게이스케
- 오카다: 다나카 데쓰시

## 제작진
- 하게마시 걸즈

감독, 각본: 후지타 요스케
- Boys? meet girl

감독, 각본: 마츠나시 도모코
- 불평하지 마

감독: 오미보
각본: 요시카와 나미
- 양복 저택

감독, 각본: 세키구치 겐
- 양복 저택

감독: 가케히 마사야
- 주제가

샤카래빗츠 〈Soda〉